# ギュレン学校

セネガル代表団によるシリフケの民俗舞踊

ギュレン学校は、トルコの起業家らにより世界各国で設立された幼児教育施設、初等・中等学校、および予備校などの私立学校である。学校の数は160か国で2000以上にものぼるといわれるが、それぞれに共通の名称や法的なつながりがあるわけではない。
特に中央アジア各国では、入学試験があり、エリート層や上級官僚の子供らを送り出している私立学校として知られている。貧しい家庭の成績優秀者には奨学金を給付している。

## カリキュラム
一部の教員はトルコ国内から派遣され、それ以外は現地の教員が採用されている。
基本的にトルコのアナドル高校のカリキュラムが採用され、それぞれの国の公用語、そこで最も一般的な外国語(英語であることが多い。中央アジアではロシア語、アフガニスタンではペルシャ語、アフリカではフランス語。)、また選択科目としてトルコ語が教えられる。
さらにトルコ文化を教える授業も行われている。

## 活動
ギュレン学校は特に国際科学オリンピックにおいて成功を収めていることで話題となった。
2007年にはニューヨークのトルコ学校「アミティ・スクール」が科学オリンピックで28個のメダルを獲得し、州で一番に輝いた。

## トルコ語オリンピック
国際トルコ語オリンピック(旧称:外国人によるトルコ語大会)は第一回大会が2003年に開催された、外国語としてトルコ語を学ぶ人のための大会。初級から上級まで、世界中から集まった出場者がトルコ語運用能力、トルコに関する知識を披露し、競い合う。
出場者の出身国は2006年度は84か国、2007年度は100か国、2008年度は114か国と毎年参加者、参加国ともに増えている。
2003年以来、毎年トルコ学校の生徒らが詩、作文、歌、パフォーマンス部門で学習成果を発表しあう「国際トルコ語オリンピック」が行われている。
2007年に第五回大会がイスタンブールとアンカラで行われ、トルコ言語協会などの団体による後援を受けた。
トルコで教育を受ける外国人学生の多くがこれらの学校から来ているとされる。

## 一部の学校

### 大学
- キルギス国際アタトゥルク・アラトー大学(Kırgızistan Uluslararası Atatürk Alatoo Üniversitesi)(学長: Prof. Dr.Erol Oral)
- ヴァージニア国際大学(Virginia International University)( アメリカ) (学長:Dr. İsa Saraç)
- 国際トゥルクメン・トルコ大学(Uluslararası Türkmen-Türk Üniversitesi)
- スレイマン・デミレル大学(Süleyman Demirel Üniversitesi) (カザフスタン)
- グルジア国際黒海大学(Gürcistan Uluslararası Karadeniz Üniversitesi)

### 初等・中等教育機関
- ニール・アカデミー、カナダ ニール・アカデミー・カナダ(Nil Akademi)(Nile Akademi Kanada Ilkogretim ve Lise)
- ブルックリン・アミティ・スクール(Brooklyn Amity School) (ブルックリン, ニューヨーク, アメリカ)
- パイオニア・科学アカデミー(Pioneer Bilim Akademisi) (ニュージャージー, アメリカ)
- ウシュク・カレジ(Isik College)(ヴィクトリア, オーストラリア)
- スレ・カレジ(Sule College)(ニューサウスウェールズ, オーストラリア)
- アイチュリョク・キルギス・女子高等学校(Kırgız Türk Kız Lisesi) (キルギス)
- タラス・キルギス・トルコ(Talas Kırgız Türk Lisesi) (キルギス)
- ムハンマド・ファーティヒ・コレジ(Muhammed Fatih Koleji) (スーダン)
- カデムジャイ・キルギス・トルコ高校(Kademcay Kırgız Türk Lisesi) (キルギス)
- トゥルグト・オザル・トルクメニスタン・トルコ語学校(Turgut Ozal Turkmen Turkish High School)(トルクメニスタン)